# Bratt Sinclaire
Bratt Sinclaire (bürgerlich Andrea Leonardi, geboren am 26. April 1967 in Mailand) ist ein italienischer Komponist und Produzent von Italo Disco, Eurobeat und Hyper Techno.

## Leben und Wirken
Leonardi interessierte sich früh für Musik. Während seiner Schulzeit war er ein Fan von Elvis Presley und AC/DC. Er studierte Musiktheorie, absolvierte einen dreijährigen Gitarrenkurs und wirkte in der Heavy-Metal-Band Layout mit, die seinem Freund Alberto Contini gehörte. In den späten 80er Jahren fertigte Leonardi erste Demoaufnahmen für lokale Rock-Bands an und arbeitete als Toningenieur. 1990 löste sich die Band Layout auf. Leonardi produzierte daraufhin kurzzeitig Rock- und Heavy-Metal-Alben für das kleine Label Metal Master.
1991 erhielt Leonardi von Contini die Anfrage, ob er bei dessen neuem Label A-Beat-C mitmachen wolle. A-Beat-C hatte gerade einen Vertrag mit Avex abgeschlossen. Auf Wunsch von Avex legte sich Leonardi nun einen Künstlernamen zu und nannte sich fortan Bratt Sinclaire – basierend auf einer Figur aus seiner Lieblingsserie Die 2.
Das Team von A-Beat-C produzierte verschiedene Eurobeat-Titel, die von Avex auf der Kompilation Super Eurobeat veröffentlicht wurden. Früh bekam Sinclaire die Chance, sein eigenes Tonstudio bei A-Beat-C zu führen. Dort produzierte er zusammen mit Contini seinen ersten eigenen Eurobeat-Song King & Queen, der nach wie vor als einer der beliebtesten Eurobeat-Songs gilt. Insgesamt produzierte Sinclaire während seiner Zeit bei A-Beat-C mehr als 200 Titel.
Ende 1994 beendete Sinclaire seine feste Mitarbeit bei A-Beat-C, um nur noch ein freier Mitarbeiter zu bleiben und gleichzeitig sein eigenes Studio in Mailand aufzubauen. Wenig später lernte er Clara Moroni und Laurent Newfield kennen und gründete zusammen mit ihnen das Label Delta. Eine Besonderheit bei Delta war, dass alle Songs mit „Produced by Newfield & Sinclaire“ („Produziert von Newfield & Sinclaire“) signiert wurden, obwohl beide nur selten gemeinsam an ein und demselben Song arbeiteten. Während Sinclaires Zeit bei Delta begann Avex mit der Veröffentlichung von Sonderausgaben der Super Eurobeat, sogenannte „Request Countdowns“: Hierbei wurden Auswahl und Reihenfolge der Songs von den Hörern gewählt (vgl. Musikcharts); auf vier von insgesamt acht Request Countdowns wurde der von Sinclaire komponierte Song Night of fire (gesungen von Niko) auf den ersten Platz gewählt.
Anfang 2006 verließ Sinclaire Delta nach einer Neustrukturierung und nahm sich zunächst eine einjährige Auszeit, bevor er schließlich sein eigenes Label SinclaireStyle gründete, welches er bis heute führt.

## Werke
Sinclaire arbeitet hauptsächlich „im Hintergrund“, um Songs für andere Künstler zu produzieren. Nur sehr selten ist er auch selbst als Interpret zu hören: Bei dem Song In The Eyes Of A Tiger spielt er ein E-Gitarrensolo.
Im Jahr 2019 veröffentlichte Sinclaire eine vollständige Sammlung seiner Produktionen für Delta und SinclaireStyle in vierzehn digitalen Alben unter dem Titel Bratt Sinclaire Eurobeat Style.

### Werke für A-Beat-C (Auswahl)
- Burning love (gesungen von D.Essex)
- F.A.Y. (gesungen von M.M.M.)
- King & Queen (gesungen von King and Queen)
- Mystery in love (gesungen von Virginelle)
- Tokyo Tokyo (gesungen von D.Essex)
- Tora tora tora (gesungen von Domino)

### Werke für Delta (Auswahl)
- Boom boom fire (gesungen von D.Essex)
- Heartbeat (gesungen von Nathalie)
- Love generation (gesungen von Suzy Lazy)
- Night of fire (gesungen von Niko)
- Speedway (gesungen von Niko)
- When I close my eyes (gesungen von Cherry)
- Yesterday (gesungen von Cherry)

### Werke für SinclaireStyle (Auswahl)
- 1.2.3.4.Fire! (gesungen von Dejo)
- Bang My Heart (gesungen von Megan)
- Hey You! (gesungen von Roberta)
- Music In Action (gesungen von BON)
- We Wanna Have It All (gesungen von Honey Hime)

## Erfolge

### Auszeichnungen
Für Night of fire wurde Sinclaire von der Recording Industry Association of Japan im Jahr 2000 mit drei Preisen ausgezeichnet:
- Gold Album of the year
- Animated album of the year
- Special product of the year

### Charts-Platzierungen
Sinclaire fertigt auch Remixe für andere Künstler an, von denen sich einige in den japanischen Musikcharts platzierten konnten.
| Jahr | Titel                                           | Höchstplatzierung, Gesamtwochen, AuszeichnungChartsChartplatzierungen (Jahr, Titel, Platzierungen, Wochen, Auszeichnungen, Anmerkungen) | Anmerkungen                                                                                              |
| Jahr | Titel                                           | JP | Anmerkungen                                                                                              |
| ---- | ----------------------------------------------- | --- | --- |
| 2000 | Super Eurobeat Presents Ayu-ro Mix              | JP2 Platin · (31 Wo.)JP | Remix-Album von Ayumi Hamasaki, Sinclaires Beitrag ist ein Remix des Titels You                          |
| 2001 | Super Eurobeat presents Euro Every Little Thing | JP— GoldJP | Remix-Album von Every Little Thing, Sinclaires Beitrag sind Remixe der Titel 出逢った頃のように und Pray |
| 2001 | Super Eurobeat Presents Ayu-ro Mix 2            | JP1 Platin · (11 Wo.)JP | Remix-Album von Ayumi Hamasaki, Sinclaires Beitrag ist ein Remix des Titels Far Away                     |